# Canton de Nangis
Le canton de Nangis est une division administrative française, située dans le département de Seine-et-Marne, en région Île-de-France.
À la suite du redécoupage cantonal de 2014, les limites territoriales du canton sont remaniées. Le nombre de communes du canton passe de 17 à 46.

## Historique
- Le canton, qui faisait partie de l'arrondissement de Fontainebleau à l'origine, a été rattaché à celui de Provins en 1926.

## Représentation

### Conseillers généraux de 1833 à 2015
| Période   | Période           | Identité                                              | Étiquette   | Qualité |
| --------- | ----------------- | ----------------------------------------------------- | ----------- | --- |
| 1833      | 1839 (décès)      | Jacques Germain Simon père                            |             | Notaire Ancien membre du Conseil des Cinq-cents (1798-1799) Ancien membre du Corps législatif (1799-1805) Ancien député (1815) Propriétaire à Provins |
| 1839      | 1842              | Germain Vincent Simon (fils du précédent) (1785-1848) |             | Ancien Sous-Préfet, propriétaire à Provins Député (janvier à juin 1842)                                                                               |
| 1842      | 1879 (décès)      | Comte Henri Greffulhe                                 | Monarchiste | Ancien chef de bataillon de la Garde Nationale Propriétaire à Nangis et à Fontenailles Président du Conseil Général Sénateur inamovible (1877-1879)   |
| 1879      | 1897 (démission)  | Charles Prévet                                        | Républicain | Industriel - Administrateur du Figaro Ancien Conseiller municipal de Meaux Maire de Nangis Député (1885-1893) Sénateur (1894-1909)                    |
| 1898      | 1910              | Émile Chauvin                                         | Rad.        | Avocat - Professeur agrégé des Facultés de droit, propriétaire à Paris Député (1898-1909)                                                             |
| 1910      | 1919              | Raymond Joseph Pilot                                  | RG          | Rentier - Maire de Jouy-le-Châtel (1900-1919), conseiller d'arrondissement                                                                            |
| 1919      | 1934              | Amédée Jorand                                         | URD         | Médecin à Nangis |
| 1934      | 1940              | Paul-Valentin Clément                                 | Rad.        | Herboriste - Maire de Nangis, conseiller d'arrondissement                                                                                             |
|           |                   |                                                       |             | |
| 1943      | 1945              | André Dromigny                                        | URD         | Maire de Gastins, conseiller d'arrondissement Nommé conseiller départemental en 1943                                                                  |
|           |                   |                                                       |             | |
| 1945      | 1970              | Robert Pivert                                         | Rad.        | Cultivateur Maire de Jouy-le-Châtel (1947-1959), ancien conseiller d'arrondissement                                                                   |
| 1970      | 1982              | Gaston Recouvreur (1903-1983)                         | RPR         | Assureur à Nangis |
| 1982      | 2001              | Marcel Recurt-Herluison                               | RPR         | Artisan en mécanique générale Conseiller municipal de Nangis                                                                                          |
| mars 2001 | juin 2001 (décès) | Michel Dromigny                                       | DVD         | Agriculteur Maire de Saint-Just-en-Brie (1983-2001)                                                                                                   |
| 2001      | 2015              | Paule Noury                                           | UMP         | Adjointe au Maire de Nangis (2008-2012) puis conseillère municipale                                                                                   |

### Conseillers d'arrondissement (de 1833 à 1940)
Le canton de Nangis avait deux conseillers d'arrondissement à partir de 1848.
| Période                                  | Période          | Identité                           | Étiquette   | Qualité |
| ---------------------------------------- | ---------------- | ---------------------------------- | ----------- | --- |
| 1833                                     | 1845             | Ferdinand Mathon                   |             | Maire de Nangis                                                                                             |
| 1845                                     | 1864             | Auguste Victor Arnoul (182-1881)   |             | Maître de poste à Maison-Rouge                                                                              |
| 1852                                     | 1864             | Henri de Frédy                     |             | Auditeur au Conseil d'État, maire de Boisdon                                                                |
| 1864                                     | 1874             | Arsène Théodore Mandre (1818-1900) |             | Cultivateur, maire de La Croix-en-Brie                                                                      |
| 1864                                     | 1871             | Victor Teyssier-Desfarges          |             | Propriétaire du château de Beaulieu, maire de Pécy                                                          |
| 1871                                     | 1877             | Anatole Bernard                    |             | Propriétaire à Jouy-le-Châtel                                                                               |
| 1874                                     | 1880             | Ferdinand-Alfred-Auguste Putois    | Républicain | Négociant, maire de Nangis, Président du Conseil d'arrondissement                                           |
| 1880                                     | 1883 (décès)     | Alexandre Bourbonneux              | Républicain | Cultivateur à Beugnon, maire de Maison-Rouge                                                                |
| 1883                                     | 1889 (décès)     | Michel-Victor Marcille             |             | Médecin à Jouy-le-Châtel, suppléant du juge de paix                                                         |
| 1883                                     | 1895             | Louis-Denis Berlin                 |             | Propriétaire, maire de Bannost                                                                              |
| 1889                                     | 1895 (décès)     | Désiré Bernard (1846-1895)         |             | Agriculteur, maire de Jouy-le-Châtel                                                                        |
| 1895                                     | 1913             | Victor-Ambroise Roberdeau          | Radical     | Rentier, maire de La Croix-en-Brie                                                                          |
| 1895                                     | 1910             | Raymond-Joseph Pilot               | Radical     | Rentier, maire de Jouy-le-Châtel                                                                            |
| 1910                                     | 1925             | Auguste Saunier                    |             | Régisseur d'immeubles, maire de Maison-Rouge                                                                |
| 1913                                     | 1935 (démission) | Octave-Henri Bouché                | Radical     | Entrepreneur de bâtiments, maire de Nangis                                                                  |
| 1919                                     | 1925             | Désiré Cordier (1854-1928)         | RG          | Maire de Pécy                                                                                               |
| 1925                                     | 1940             | André Dromigny                     | URD         | Maire de Gastins                                                                                            |
| 1931                                     | 1934             | Paul-Valentin Clément              | Rad.        | Herboriste à Nangis                                                                                         |
| 1935                                     | 1940             | Robert Pivert                      | Rad.ind     | Agriculteur à Jouy-le-Châtel                                                                                |
| 1940                                     |                  |                                    |             | Les conseils d'arrondissement ont été suspendus par la loi du 12 octobre 1940 et n'ont jamais été réactivés |
| Les données manquantes sont à compléter. |                  |                                    |             | |

Sources : Archives de Seine-et-Marne (rubrique Presse) et Gallica.

### Conseillers départementaux à partir de 2015
| Période élective | Période élective | Mandat | Mandat   | Identité            | Nuance | Nuance | Qualité |
| ---------------- | ---------------- | ------ | -------- | ------------------- | ------ | ------ | --- |
| 2015             | 2021             | 2015   | 2021     | Nolwenn Le Bouter   |        | LR     | Professeur agrégé d'EPS Maire de Nangis (depuis 2020)                                                                                |
| 2015             | 2021             | 2015   | 2021     | Jean-Louis Thiériot |        | LR     | Avocat Député de Seine-et-Marne (depuis 2018) Maire de Beauvoir (2008-2018) Président du Conseil départemental (mars à juillet 2018) |
| 2021             | 2028             | 2021   | en cours | Nolwenn Le Bouter   |        | LR     | Conseillère sortante |
| 2021             | 2028             | 2021   | en cours | Jean-Louis Thiériot |        | LR     | Conseiller sortant |

### Résultats détaillés

#### Élections de mars 2015
À l'issue du 1er tour des élections départementales de 2015, trois binômes sont en ballottage : Pierre Cherrier et Aurélie Cournet (FN, 39,47 %), Nolwenn Le Bouter et Jean-Louis Thiériot (Union de la Droite, 31,45 %) et Marina Descotes-Galli et Christophe Martinet (Union de la Gauche, 29,08 %). Le taux de participation est de 49,15 % (20 112 votants sur 40 920 inscrits) contre 44,94 % au niveau départemental et 50,17 % au niveau national.
Au second tour, Nolwenn Le Bouter et Jean-Louis Thiériot (Union de la Droite) sont élus avec 56,95 % des suffrages exprimés et un taux de participation de 50,92 % (10 151 voix pour 19 816 votants et 40 901 inscrits).

#### Élections de juin 2021
Le premier tour des élections départementales de 2021 est marqué par un très faible taux de participation (33,26 % au niveau national). Dans le canton de Nangis, ce taux de participation est de 32,32 % (13 674 votants sur 42 311 inscrits) contre 27,81 % au niveau départemental. À l'issue de ce premier tour, deux binômes sont en ballottage : Nolwenn Le Bouter et Jean-Louis Thieriot (LR, 50,67 %) et Aymeric Durox et Élisabeth Roos (RN, 26,57 %).
Le second tour des élections est marqué une nouvelle fois par une abstention massive équivalente au premier tour. Les taux de participation sont de 34,36 % au niveau national, 30,02 % dans le département et 33,67 % dans le canton de Nangis. Nolwenn Le Bouter et Jean-Louis Thieriot (LR) sont élus avec 71,22 % des suffrages exprimés (9 040 voix pour 14 251 votants et 42 323 inscrits),,. 

## Composition

### Composition avant 2015
Le canton de Nangis regroupait dix-sept communes.
| Nom                 | Code Insee | Codepostal | Superficie (km2) | Population (dernière pop. légale) | Densité (hab./km2) |
| ------------------- | ---------- | ---------- | ---------------- | --------------------------------- | ------------------ |
| Nangis (chef-lieu)  | 77327      | 77370      | 24,16            | 8 351 (2012)                      | 346                |
| Bannost-Villegagnon | 77020      | 77970      | 19,41            | 661 (2012)                        | 34                 |
| Bezalles            | 77033      | 77970      | 2,66             | 244 (2012)                        | 92                 |
| Boisdon             | 77036      | 77970      | 4,30             | 109 (2012)                        | 25                 |
| Châteaubleau        | 77098      | 77370      | 3,40             | 343 (2012)                        | 101                |
| Fontains            | 77190      | 77370      | 14,36            | 244 (2012)                        | 17                 |
| Frétoy              | 77197      | 77320      | 6,43             | 156 (2012)                        | 24                 |
| Gastins             | 77201      | 77370      | 14,95            | 700 (2012)                        | 47                 |
| Jouy-le-Châtel      | 77239      | 77970      | 37,68            | 1 501 (2012)                      | 40                 |
| La Chapelle-Rablais | 77089      | 77370      | 15,44            | 974 (2012)                        | 63                 |
| La Croix-en-Brie    | 77147      | 77370      | 29,43            | 671 (2012)                        | 23                 |
| Maison-Rouge        | 77272      | 77370      | 13,91            | 892 (2012)                        | 64                 |
| Pécy                | 77357      | 77970      | 21,07            | 830 (2012)                        | 39                 |
| Rampillon           | 77383      | 77370      | 23,12            | 802 (2012)                        | 35                 |
| Saint-Just-en-Brie  | 77416      | 77370      | 7,36             | 234 (2012)                        | 32                 |
| Vanvillé            | 77481      | 77370      | 7,53             | 158 (2012)                        | 21                 |
| Vieux-Champagne     | 77496      | 77370      | 8,89             | 183 (2012)                        | 21                 |

### Composition depuis 2015
Le canton de Nangis regroupe désormais quarante-six communes entières.
| Nom                            | Code Insee | Intercommunalité                 | Superficie (km2) | Population (dernière pop. légale) | Densité (hab./km2) | Modifier                                    |
| ------------------------------ | ---------- | -------------------------------- | ---------------- | --------------------------------- | ------------------ | ------------------------------------------- |
| Nangis (bureau centralisateur) | 77327      | CC de la Brie Nangissienne       | 24,16            | 8 883 (2022)                      | 368                | modifier les données · modifier les données |
| Andrezel                       | 77004      | CC Brie des Rivières et Châteaux | 8,08             | 324 (2022)                        | 40                 | modifier les données · modifier les données |
| Argentières                    | 77007      | CC Brie des Rivières et Châteaux | 2,57             | 352 (2022)                        | 137                | modifier les données · modifier les données |
| Aubepierre-Ozouer-le-Repos     | 77010      | CC de la Brie Nangissienne       | 26,83            | 965 (2022)                        | 36                 | modifier les données · modifier les données |
| Beauvoir                       | 77029      | CC Brie des Rivières et Châteaux | 3,94             | 185 (2022)                        | 47                 | modifier les données · modifier les données |
| Blandy                         | 77034      | CC Brie des Rivières et Châteaux | 13,99            | 769 (2022)                        | 55                 | modifier les données · modifier les données |
| Bois-le-Roi                    | 77037      | CA du Pays de Fontainebleau      | 6,91             | 6 026 (2022)                      | 872                | modifier les données · modifier les données |
| Bombon                         | 77044      | CC Brie des Rivières et Châteaux | 15,00            | 936 (2022)                        | 62                 | modifier les données · modifier les données |
| Bréau                          | 77052      | CC de la Brie Nangissienne       | 1,35             | 371 (2022)                        | 275                | modifier les données · modifier les données |
| Champdeuil                     | 77081      | CC Brie des Rivières et Châteaux | 3,97             | 735 (2022)                        | 185                | modifier les données · modifier les données |
| Champeaux                      | 77082      | CC Brie des Rivières et Châteaux | 13,05            | 814 (2022)                        | 62                 | modifier les données · modifier les données |
| La Chapelle-Gauthier           | 77086      | CC de la Brie Nangissienne       | 17,36            | 1 398 (2022)                      | 81                 | modifier les données · modifier les données |
| La Chapelle-Rablais            | 77089      | CC de la Brie Nangissienne       | 15,44            | 907 (2022)                        | 59                 | modifier les données · modifier les données |
| Chartrettes                    | 77096      | CA du Pays de Fontainebleau      | 10,10            | 2 593 (2022)                      | 257                | modifier les données · modifier les données |
| Châteaubleau                   | 77098      | CC de la Brie Nangissienne       | 3,40             | 363 (2022)                        | 107                | modifier les données · modifier les données |
| Le Châtelet-en-Brie            | 77100      | CC Brie des Rivières et Châteaux | 22,71            | 4 231 (2022)                      | 186                | modifier les données · modifier les données |
| Châtillon-la-Borde             | 77103      | CC Brie des Rivières et Châteaux | 7,25             | 224 (2022)                        | 31                 | modifier les données · modifier les données |
| Clos-Fontaine                  | 77119      | CC de la Brie Nangissienne       | 5,97             | 235 (2022)                        | 39                 | modifier les données · modifier les données |
| Courtomer                      | 77138      | CC du Val Briard                 | 4,62             | 568 (2022)                        | 123                | modifier les données · modifier les données |
| Crisenoy                       | 77145      | CC Brie des Rivières et Châteaux | 12,87            | 595 (2022)                        | 46                 | modifier les données · modifier les données |
| La Croix-en-Brie               | 77147      | CC de la Brie Nangissienne       | 29,43            | 672 (2022)                        | 23                 | modifier les données · modifier les données |
| Échouboulains                  | 77164      | CC Brie des Rivières et Châteaux | 20,91            | 557 (2022)                        | 27                 | modifier les données · modifier les données |
| Les Écrennes                   | 77165      | CC Brie des Rivières et Châteaux | 18,54            | 619 (2022)                        | 33                 | modifier les données · modifier les données |
| Féricy                         | 77179      | CC Brie des Rivières et Châteaux | 9,33             | 613 (2022)                        | 66                 | modifier les données · modifier les données |
| Fontaine-le-Port               | 77188      | CC Brie des Rivières et Châteaux | 7,89             | 1 014 (2022)                      | 129                | modifier les données · modifier les données |
| Fontains                       | 77190      | CC de la Brie Nangissienne       | 14,36            | 261 (2022)                        | 18                 | modifier les données · modifier les données |
| Fontenailles                   | 77191      | CC de la Brie Nangissienne       | 27,44            | 1 090 (2022)                      | 40                 | modifier les données · modifier les données |
| Fouju                          | 77195      | CC Brie des Rivières et Châteaux | 7,81             | 631 (2022)                        | 81                 | modifier les données · modifier les données |
| Gastins                        | 77201      | CC de la Brie Nangissienne       | 14,95            | 722 (2022)                        | 48                 | modifier les données · modifier les données |
| Grandpuits-Bailly-Carrois      | 77211      | CC de la Brie Nangissienne       | 24,50            | 1 014 (2022)                      | 41                 | modifier les données · modifier les données |
| Guignes                        | 77222      | CC Brie des Rivières et Châteaux | 5,68             | 4 434 (2022)                      | 781                | modifier les données · modifier les données |
| Machault                       | 77266      | CC Brie des Rivières et Châteaux | 16,28            | 790 (2022)                        | 49                 | modifier les données · modifier les données |
| Moisenay                       | 77295      | CC Brie des Rivières et Châteaux | 8,72             | 1 363 (2022)                      | 156                | modifier les données · modifier les données |
| Mormant                        | 77317      | CC de la Brie Nangissienne       | 16,60            | 5 280 (2022)                      | 318                | modifier les données · modifier les données |
| Pamfou                         | 77354      | CC Brie des Rivières et Châteaux | 10,41            | 966 (2022)                        | 93                 | modifier les données · modifier les données |
| Quiers                         | 77381      | CC de la Brie Nangissienne       | 11,91            | 652 (2022)                        | 55                 | modifier les données · modifier les données |
| Rampillon                      | 77383      | CC de la Brie Nangissienne       | 23,12            | 833 (2022)                        | 36                 | modifier les données · modifier les données |
| Saint-Just-en-Brie             | 77416      | CC de la Brie Nangissienne       | 7,36             | 264 (2022)                        | 36                 | modifier les données · modifier les données |
| Saint-Méry                     | 77426      | CC Brie des Rivières et Châteaux | 9,94             | 333 (2022)                        | 34                 | modifier les données · modifier les données |
| Saint-Ouen-en-Brie             | 77428      | CC de la Brie Nangissienne       | 5,69             | 833 (2022)                        | 146                | modifier les données · modifier les données |
| Sivry-Courtry                  | 77453      | CC Brie des Rivières et Châteaux | 22,47            | 1 108 (2022)                      | 49                 | modifier les données · modifier les données |
| Valence-en-Brie                | 77480      | CC Brie des Rivières et Châteaux | 11,03            | 1 023 (2022)                      | 93                 | modifier les données · modifier les données |
| Vanvillé                       | 77481      | CC de la Brie Nangissienne       | 7,53             | 186 (2022)                        | 25                 | modifier les données · modifier les données |
| Verneuil-l'Étang               | 77493      | CC de la Brie Nangissienne       | 7,81             | 3 211 (2022)                      | 411                | modifier les données · modifier les données |
| Vieux-Champagne                | 77496      | CC de la Brie Nangissienne       | 8,89             | 190 (2022)                        | 21                 | modifier les données · modifier les données |
| Yèbles                         | 77534      | CC Brie des Rivières et Châteaux | 11,68            | 970 (2022)                        | 83                 | modifier les données · modifier les données |
| Canton de Nangis               | 7714       |                                  | 579,85           | 61 103 (2022)                     | 105                | modifier les données                        |

Pour les élections législatives, le canton de Nangis a la particularité d'être écartelé entre trois circonscriptions électorales. Ainsi Bois-le-Roi relève de la deuxième circonscription, les communes de l'ex canton du Châtelet-en-Brie appartiennent à la troisième circonscription] tandis que toutes les autres communes du canton de Nangis participent a l'élection de la quatrième circonscription de Seine-et-Marne.

## Démographie

### Démographie avant 2015
| 1962  | 1968  | 1975   | 1982   | 1990   | 1999   | 2006   | 2011   | 2012   |
| ----- | ----- | ------ | ------ | ------ | ------ | ------ | ------ | ------ |
| 8 569 | 9 890 | 11 064 | 12 331 | 13 690 | 14 777 | 15 666 | 16 771 | 17 053 |

### Démographie depuis 2015
En 2022, le canton comptait 61 103 habitants, en évolution de +2,25 % par rapport à 2016 (Seine-et-Marne : +3,92 %, France hors Mayotte : +2,11 %).
| 2013   | 2018   | 2022   |
| ------ | ------ | ------ |
| 57 952 | 60 315 | 61 103 |